# Service de sécurité d'Ukraine
Ne doit pas être confondu avec Direction générale du renseignement du ministère de la Défense ukrainien.
Le Service de sécurité d'Ukraine (en ukrainien : Служба безпеки України, СБУ ; transcrit : Sloujba bezpeky Oukrayiny, abréviation SBOu ou SBU) est le nom donné aux services secrets de l'État ukrainien. Le SBU est responsable de la sûreté de l'État, de ses institutions et de ses représentants, il est également chargé du contre-espionnage, de la lutte contre le terrorisme, la contrebande et le commerce illégal de matériel militaire réglementé (armes, armes de destruction massive, etc.). Le directeur actuel est Vassil Maliouk.

## Historique
Le SBU est le successeur de la section ukrainienne du KGB soviétique. Lors de l'indépendance de l'Ukraine, cette organisation conserva la majorité de son personnel. Depuis 1992, l'agence a été en compétition dans les fonctions du renseignement avec la Holovne Upravlinnya Rozvidky, direction générale du renseignement du ministère ukrainien de la Défense. C'est un ancien chef des renseignements militaires, expert en espionnage technologique, Ihor Smechko, qui était à la tête du SBU jusqu'en 2005.
En 2004, le SBU est réorganisé en un organisme indépendant appelé « Service du renseignement extérieur de l'Ukraine » (Sloujba Zovnichnioyi Rozvidky). Il est chargé du renseignement ainsi que de la sécurité extérieure. 
En 2009, le SBU a découvert sept espions et seize agents des services spéciaux étrangers sur le territoire ukrainien. Pendant ces années, le service tend à coopérer étroitement avec l'Occident, notamment avec la CIA dirigée par John O. Brennan,.
L'unité est engagée lors de l'invasion de l'Ukraine par la Russie en 2022.

## Direction

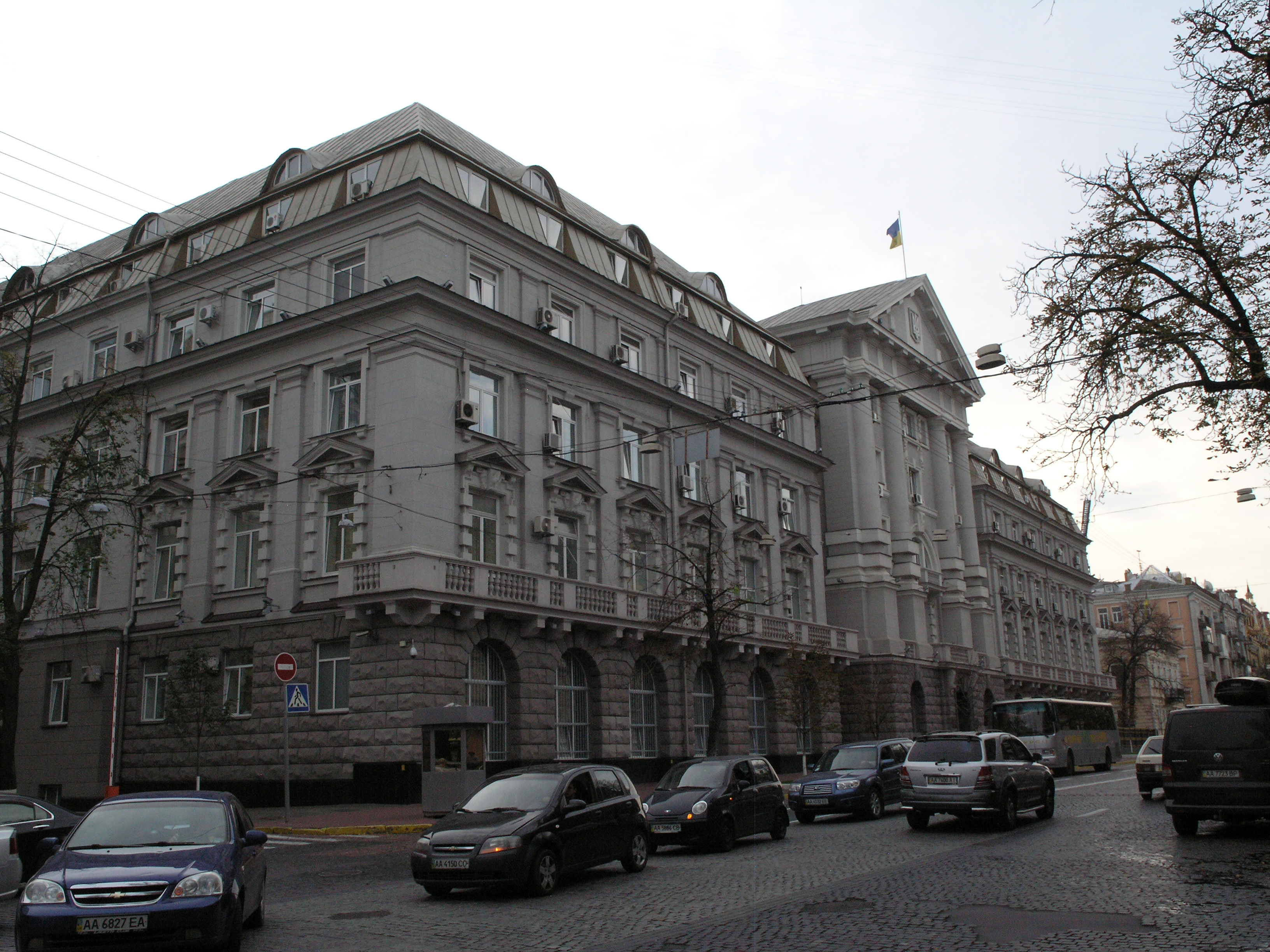
Le bâtiment du 33 rue Vladimir, classé.

### Structure actuelle
- Appareil central formé de 25 départements
  - Direction anti-corruption contre le crime organisé et service action.
- Directions régionales 26 parties
- Département spécial
- Centre anti-terroriste pour la coopération inter agences et inter-gouvernemental.
- Écoles : 
  - Académie nationale des services de sécurité
  - Institut spécialisé du personnel.
- Service d'archives.
- Groupe Alpha.

### République populaire d'Ukraine
- avril à juin 1919 - début 1924 Mykola Chebotarov, il a aussi travaillé avec le gouvernement en exil.

### Cheka
Département aux affaires internes
- 3 décembre 1918 - 2 avril 1919 : Isaak Shvarts
- 2 avril - 16 août 1919 : Martin Latsis

### Comité pour la sécurité d'État: KDB
- Tymofiy Amvrosiyovytch Strokatch (1953-1954)
- Vitaliy Fedotovytch Nikitchenko (6 avril 1954 - 16 juillet 1970)
- Vitaliy Vasyliovytch Fedortchouk (18 juillet 1970 - 26 mai 1982)
- Stepan Nestorovytch Moukha (26 mai 1982 - 1987)
- Nikolaï Mikhailovitch Golouchko (1987 - 20 septembre 1991)

### Service de sécurité d'Ukraine (SBU)
Institué le 20 septembre 1991
- 20 septembre - 6 novembre 1991 : Nikolaï Mikhaïlovitch Golouchko
- 6 novembre 1991 - 12 juillet 1994 : Ievhen Martchouk

...
- 4 septembre 2003 - 4 février 2005 : Ihor Smechko
- 4 février - 8 septembre 2005 : Oleksandr Tourtchynov
- 8 septembre 2005 - 22 décembre 2006 : Ihor Vassylovytch Drijtchany
- 22 décembre 2006 - 6 mars 2009 : Valentyn Nalyvaichenko
- 6 mars 2009 - 11 mars 2010 : Valentyn Nalyvaichenko
- 11 mars 2010 - 18 janvier 2012 : Valeriy Khorochkovsky
- 19 janvier 2012 - 3 février 2012 : Volodymyr Rokytsky faisant fonction
- 3 février 2012 - 9 janvier 2013: Ihor Kalinin,
- 9 janvier 2013 - 24 février 2014 : Aleksandr Grigoryevitch Iakimenko
- 24 février 2014 - 18 juin 2015 : Valentyn Nalyvaichenko
- 2 juillet 2015 - 29 août 2019 : Vassyl Hrytsak
- De 29 août 2019 - 17 juillet 2022 : Ivan Bakanov
- De 18 juillet 2022 - en cours : Vassyl Maliouk.

## Culture populaire

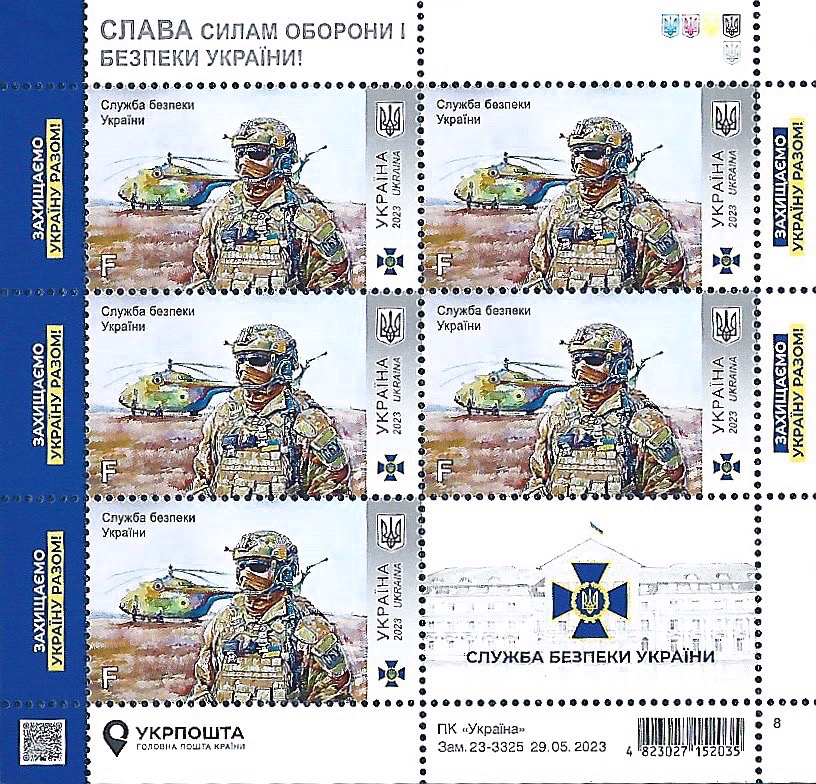
Edition d'un timbre ukrainien en 2023.

Dans le jeu vidéo STALKER: Call of Pripyat, le joueur incarne un agent du SBU envoyé pour enquêter sur une opération militaire ratée dans la Zone autour de Tchernobyl.